# Tractus solitarius

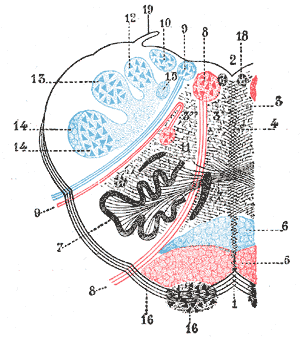
Querschnitt durch die Medulla oblongata in Höhe der Olive –
15 (blau): Tractus solitarius

Der Tractus solitarius (lateinisch tractus ‚Zug‘‚ solitarius ‚alleinstehend‘), auch Fasciculus solitarius oder Fasciculus rotundus, selten Solitariustrakt genannt, ist eine Leitungsbahn im Zentralnervensystems (ZNS).
Der Tractus solitarius durchzieht die dorsale Medulla oblongata jederseits längs als abgrenzbares Bündel stark myelinisierter Nervenfasern innerhalb des als Nucleus tractus solitarii bezeichneten Kerngebietes. Er reicht etwa von Höhe des Fazialiskerns im kaudalen Pons bis zur Pyramidenkreuzung am Übergang des Markhirns in die Zervikalsegmente des Rückenmarks.
Die Bahn führt überwiegend primär-afferente Axone der Hirnnerven VII Nervus facialis, IX Nervus glossopharyngeus und X Nervus vagus. In absteigender Richtung werden diese an Unterabteilungen des nach der Bahn benannten Kernkomplexes verteilt, wo sie somatotopisch und funktionell gliederbar in unterschiedlichen Subkernen enden. Dabei sind über die kaudal im Bereich des Nucleus commissuralis die Mittellinie kreuzenden Fasern aus dem Tractus dann oft aufsteigend auch bilaterale Projektionen gegeben.
Die vornehmlich viszerosensorischen Fasern des Tracus solitarius vermitteln Signale von Chemorezeptoren sowie Dehnungs- und Druckrezeptoren aus Kopf-, Brust- und Baucheingeweiden. Sie sind als afferenter Schenkel in verschiedene respiratorische, kardiovaskuläre und intestinale Reflexe eingebunden.
Im rostralen Anteil verlaufen als speziell-viszerosensorische Fasern die primären Afferenzen des Geschmackssinnes, Geschmacksfasern genannt.